# 中华人民共和国人民警察警衔
中华人民共和国人民警察的警衔制度于1992年实施，分为五等十三级，即总警监（正职、副职）、警监（一至三级）、警督（一至三级）、警司（一至三级）、警员（一至二级）。
随着1955年中国人民解放军开始实施军衔制度，公安部曾效仿苏联民警的“将校尉兵”警衔设计了55式警衔，但因意见分歧等原因而搁置。在近40年之后的1992年，人民警察正式实行警衔制度。与55式不同，92式、95式及现行的2000式警衔采用“监督司员”体系。

## 授予权限
- 总警监、副总警监、一级警监、二级警监由国务院总理批准授予。
- 三级警监、警督由公安部部长批准授予。
- 警司由省、自治区、直辖市的公安厅（局）长批准授予。
- 警员由省、自治区、直辖市的公安厅（局）政治部主任批准授予。
- 公安部直属机关的警司、警员由公安部政治部主任批准授予。

## 主管机关
《中华人民共和国人民警察警衔条例》第六条规定：“公安部主管人民警察警衔工作”。

## 资格

### 第一等：总警监、副总警监
- 第1级：总警监，授予正部级警官（公安部部长、国家安全部部长）；
- 第2级：副总警监，授予副部级警官（公安部及国家安全部副部长、政治部主任、纪检书记、各省、自治区、直辖市副部级的厅（局）长；须为省、自治区、直辖市公安厅局长且兼任省、自治区、直辖市党委常委或副省长、自治区副主席、直辖市副市长的高级警官，依据该条件全国若干名）；

### 第二等：警监
- 第3级：一级警监，正厅级（公安部部长助理）（省、自治区、直辖市公安厅（局）长而无兼任该省、自治区、直辖市党委常委或副职行政首长）（专业技术高级）；
- 第4级：二级警监，正厅级、副厅级（副省级城市公安局长）（专业技术高级）；
- 第5级：三级警监，副厅级、正处级（专业技术高级）；

根据公安部、最高人民法院、最高人民检察院、司法部、国家安全部联合颁布的《人民警察选升警衔的暂行办法》“一级警督以上人民警察，德才表现优秀，现衔级期间年度考核称职，在职务等级编制警衔幅度内，符合下列条件的，可以选升一级警衔”。选升警衔审批程序和权限，依照《人民警察警衔工作管理办法》的有关规定办理。据此，任职较长的，正处级可选升为三级警监、副厅级可选升二级警监、正厅级可选升一级警监。

### 第三等：警督
- 第6级：一级警督，正处级、副处级（专业技术高级）；
- 第7级：二级警督，正处级、副处级、正科级（专业技术高级）；
- 第8级：三级警督，副处级、正科级（专业技术高级）；

### 第四等：警司
- 第9级：一级警司，正科级、副科级（专业技术中级）；
- 第10级：二级警司，副科级、科员（专业技术中级）；
- 第11级：三级警司，科员、办事员（专业技术初级）；

### 第五等：警员
- 第12级：一级警员，办事员（专业技术初级）；
- 第13级：二级警员，办事员。

## 警衔标志

### 2000式警衔（现行）
总警监、副总警监警衔标志由银色橄榄枝环绕银色国徽组成，警监警衔标志由银色橄榄枝和银色四角星花组成，警督、警司警衔标志由银色横杠和银色四角星花组成，警员警衔标志由银色四角星花组成。 
警衔标志佩带在肩章上，肩章为剑形，分为硬肩章和软肩章。担任行政职务的人民警察的肩章版面为藏蓝色，担任专业技术职务的人民警察的肩章版面为蓝灰色。
1. 总警监警衔标志缀钉一枚橄榄枝环绕一周的国徽，副总警监警衔标志缀钉一枚橄榄枝环绕半周的国徽。
2. 警监警衔标志缀钉一枚橄榄枝，一级警监警衔标志缀钉三枚四角星花；二级警监警衔标志缀钉二枚四角星花；三级警监警衔标志缀钉一枚四角星花。
3. 警督警衔标志缀钉二道横杠，一级警督警衔标志缀钉三枚四角星花；二级警督警衔标志缀钉二枚四角星花；三级警督警衔标志缀钉一枚四角星花。
4. 警司警衔标志缀钉一道横杠，一级警司警衔标志缀钉三枚四角星花；二级警司警衔标志缀钉二枚四角星花；三级警司警衔标志缀钉一枚四角星花。
5. 警员警衔标志不缀钉横杠，一级警员警衔标志缀钉二枚四角星花；二级警员警衔标志缀钉一枚四角星花。

|      |          | 警员     | 警员     | 警司     | 警司     | 警司     | 警督     | 警督     | 警督     | 警监     | 警监     | 警监     | 总警监   | 总警监 |
| ---- | -------- | -------- | -------- | -------- | -------- | -------- | -------- | -------- | -------- | -------- | -------- | -------- | -------- | ------ |
|      |          |          |          |          |          |          |          |          |          |          |          |          |          |        |
| 学员 | 见习警员 | 二级警员 | 一级警员 | 三级警司 | 二级警司 | 一级警司 | 三级警督 | 二级警督 | 一级警督 | 三级警监 | 二级警监 | 一级警监 | 副总警监 | 总警监 |

### 55式警衔（未实施）
55式警衔分为公安警衔、专业警衔、公安勤务警衔、专业勤务警衔等四类。其中公安警衔授予外事、刑事、铁路、户籍、治安、法院和检察院法警等警种，专业警衔授予经济、消防、武装等警种，一般警衔授予各级指挥、政治领导（乡、镇、街道派出所和各种民警/武警中队以上）和主管人员，勤务警衔授予各级公安机关在编的勤务、业务人员和实行兵役制度的专业（武装、消防）警察警士。
公安警官警衔为佩带在金黄色版面、深草绿色边线（纵线）、银白色星徽，剑形肩章。公安警士警衔为佩带在藏青色版面、深草绿色边线、金黄色横杠，剑形肩章。
- 上将缀钉三枚银白色星徽，中将缀钉二枚银白色星徽，少将缀钉一枚银白色星徽。
- 大校二条深草绿色纵线，缀钉四枚银白色星徽， 上校二条深草绿色纵线，缀钉三枚银白色星徽，中校二条深草绿色纵线，缀钉二枚银白色星徽，少校二条深草绿色纵线，缀钉一枚银白色星徽。
- 大尉一条深草绿色纵线，缀钉四枚银白色星徽， 上尉一条深草绿色纵线，缀钉三枚银白色星徽，中尉一条深草绿色纵线，缀钉二枚银白色星徽，少尉一条深草绿色纵线，缀钉一枚银白色星徽。
- 准尉一条深草绿色纵线，无星徽。
- 上士一条金黄色宽横杠。
- 中士三条金黄色窄横杠。
- 下士二条金黄色窄横杠。
- 上等兵一条金黄色窄横杠。
- 列兵无横杠。

专业警官警衔为佩带在金黄色版面、深杏黄色边线（纵线）、银白色星徽，剑形肩章。专业警士警衔为佩带在藏青色版面、深杏黄色边线、金黄色横杠，剑形肩章。
- 上将缀钉三枚银白色星徽，中将缀钉二枚银白色星徽，少将缀钉一枚银白色星徽。
- 大校二条深杏黄色纵线，缀钉四枚银白色星徽， 上校二条深杏黄色纵线，缀钉三枚银白色星徽，中校二条深杏黄色纵线，缀钉二枚银白色星徽，少校二条深杏黄色纵线，缀钉一枚银白色星徽。
- 大尉一条深杏黄色纵线，缀钉四枚银白色星徽， 上尉一条深杏黄色纵线，缀钉三枚银白色星徽，中尉一条深杏黄色纵线，缀钉二枚银白色星徽，少尉一条深杏黄色纵线，缀钉一枚银白色星徽。
- 准尉一条深杏黄色纵线，无星徽。
- 上士一条金黄色宽横杠。
- 中士三条金黄色窄横杠。
- 下士二条金黄色窄横杠。
- 上等兵一条金黄色窄横杠。
- 列兵无横杠。

公安勤务警官警衔为佩带在银白色版面、深草绿色边线（纵线）、金黄色星徽，剑形肩章。公安勤务警士警衔为佩带在藏青色版面、深草绿色边线、银白色横杠，剑形肩章。
- 上将缀钉三枚金黄色星徽，中将缀钉二枚金黄色星徽，少将缀钉一枚金黄色星徽。
- 大校二条深草绿色纵线，缀钉四枚金黄色星徽， 上校二条深草绿色纵线，缀钉三枚金黄色星徽，中校二条深草绿色纵线，缀钉二枚金黄色星徽，少校二条深草绿色纵线，缀钉一枚金黄色星徽。
- 大尉一条深草绿色纵线，缀钉四枚金黄色星徽， 上尉一条深草绿色纵线，缀钉三枚金黄色星徽，中尉一条深草绿色纵线，缀钉二枚金黄色星徽，少尉一条深草绿色纵线，缀钉一枚金黄色星徽。
- 准尉一条深草绿色纵线，无星徽。
- 上士一条银白色宽横杠。
- 中士三条银白色窄横杠。
- 下士二条银白色窄横杠。
- 上等兵一条银白色窄横杠。
- 列兵无横杠。

专业勤务警官警衔为佩带在银白色版面、深杏黄色边线（纵线）、金黄色星徽，剑形肩章。专业勤务警士警衔为佩带在藏青色版面、深杏黄色边线、银白色横杠，剑形肩章。
- 上将缀钉三枚金黄色星徽，中将缀钉二枚金黄色星徽，少将缀钉一枚金黄色星徽。
- 大校二条深杏黄色纵线，缀钉四枚银金黄色星徽， 上校二条深杏黄色纵线，缀钉三枚金黄色星徽，中校二条深杏黄色纵线，缀钉二枚银金黄色星徽，少校二条深杏黄色纵线，缀钉一枚银金黄色星徽。
- 大尉一条深杏黄色纵线，缀钉四枚银金黄色星徽， 上尉一条深杏黄色纵线，缀钉三枚金黄色星徽，中尉一条深杏黄色纵线，缀钉二枚银金黄色星徽，少尉一条深杏黄色纵线，缀钉一枚银金黄色星徽。
- 准尉一条深杏黄色纵线，无星徽。
- 上士一条银白色宽横杠。
- 中士三条银白色窄横杠。
- 下士二条银白色窄横杠。
- 上等兵一条银白色窄横杠。
- 列兵无横杠。

### 92式警衔
总警监、副总警监为金色橄榄枝环绕金色八角星，警监为金色八角星，警督为金色四角星，警司为金色三角星，警员为金色箭头星。
警衔标志佩带在领章上，领章为剑形。担任行政职务的人民警察的领章版面为橄榄色，担任专业技术职务的人民警察的领章版面为银灰色。国家安全机关人民警察的领章边线为蓝色，监狱劳教机关人民警察的领章边线为红色，法院检察院司法警察的领章边线为金色，公安机关人民警察的领章则不缀边线。
1. 总警监缀钉一枚金色橄榄枝环绕的金色八角星，副总警监缀钉一枚金色小橄榄枝环绕的金色八角星。
2. 一级警监缀钉三枚金色八角星，二级警监缀钉二枚金色八角星，三级警监缀钉一枚金色八角星。
3.  一级警督缀钉三枚金色四角星，二级警督缀钉二枚金色四角星，三级警督缀钉一枚金色四角星。
4. 一级警司缀钉三枚金色三角星，二级警司缀钉二枚金色三角星，三级警司缀钉一枚金色三角星。
5. 一级警员缀钉二枚金色箭头星，二级警员缀钉一枚金色箭头星。

|               | 警员          | 警员              | 警司              | 警司                  | 警司          | 警督              | 警督          | 警督                  | 警监              | 警监              | 警监              | 总警监            | 总警监      |
| ------------- | ------------- | ----------------- | ----------------- | --------------------- | ------------- | ----------------- | ------------- | --------------------- | ----------------- | ----------------- | ----------------- | ----------------- | ----------- |
|               |               |                   |                   |                       |               |                   |               |                       |                   |                   |                   |                   |             |
| 监狱劳教 学员 | 公安 二级警员 | 公安 技术一级警员 | 法院 技术三级警司 | 国家安全 技术二级警司 | 公安 一级警司 | 国家安全 三级警督 | 法院 二级警督 | 监狱劳教 技术一级警督 | 公安 技术三级警监 | 监狱劳教 二级警监 | 法院 技术一级警监 | 国家安全 副总警监 | 公安 总警监 |

### 95式警衔
总警监、副总警监警衔标志由金色橄榄枝环绕金色四角星组成，警监、警督、警司、警员警衔标志由金色四角星和金色横杠组成。
警衔标志佩带在橄榄色肩章上，肩章为剑形。 
1. 总警监警衔标志缀钉一枚金色橄榄枝环绕一周的金色四角星，副总警监警衔标志缀钉一枚金色橄榄枝环绕半周的金色四角星。
2. 警监警衔标志缀钉四道金色横杠，一级警监警衔标志缀钉三枚金色四角星；二级警监警衔标志缀钉二枚金色四角星；三级警监警衔标志缀钉一枚金色四角星。
3. 警督警衔标志缀钉三道金色横杠，一级警督警衔标志缀钉三枚金色四角星；二级警督警衔标志缀钉二枚金色四角星；三级警督警衔标志缀钉一枚金色四角星。
4. 警司警衔标志缀钉二道金色横杠，一级警司警衔标志缀钉三枚金色四角星；二级警司警衔标志缀钉二枚金色四角星；三级警司警衔标志缀钉一枚金色四角星。
5. 警员警衔标志缀钉一道金色横杠，一级警员警衔标志缀钉三枚金色四角星，二级警员警衔标志缀钉二枚金色四角星。

|          | 警员     | 警员     | 警司     | 警司     | 警司     | 警督     | 警督     | 警督     | 警监     | 警监     | 警监     | 总警监   | 总警监 |
| -------- | -------- | -------- | -------- | -------- | -------- | -------- | -------- | -------- | -------- | -------- | -------- | -------- | ------ |
|          |          |          |          |          |          |          |          |          |          |          |          |          |        |
| 见习警员 | 二级警员 | 一级警员 | 三级警司 | 二级警司 | 一级警司 | 三级警督 | 二级警督 | 一级警督 | 三级警监 | 二级警监 | 一级警监 | 副总警监 | 总警监 |

## 警官离职后
《中华人民共和国人民警察警衔条例》第十九条规定：“人民警察离休、退休的，其警衔予以保留，但不得佩带标志。人民警察调离警察工作岗位或者辞职、退职的，其警衔不予保留。”